# I LOVE...
「I LOVE...」（アイラブ）は、2020年2月12日にポニーキャニオンから発売された、日本のバンド・Official髭男dismの4作目のシングル。
TBSテレビ系火曜ドラマ『恋はつづくよどこまでも』の主題歌として書き下ろされた楽曲。

## 概要
前作『宿命』から7か月ぶりのシングルであり、映像作品『Official髭男dism one-man tour 2019 @日本武道館』と同時発売された。当楽曲はTBSテレビ系火曜ドラマ『恋はつづくよどこまでも』の主題歌として書き下ろされており、2nd EP『Stand By You EP』収録の『バッドフォーミー』以来1年半ぶりのドラマ主題歌となった。
2020年1月15日、表題曲「I LOVE...」の先行配信が行われた。それと同時に楽曲のミュージック・ビデオが公開された。
2020年3月6日には、2月10日に行われた『Official髭男dism Tour 19/20 - Hall Travelers - 』のパシフィコ横浜公演の当楽曲の映像が自身がCMにも出演している、Apple Music限定で配信された。該当映像は7月28日、YouTubeにて楽曲のライブ映像として公開された他、3rd EP『HELLO EP』のCD/DVD盤付属DVDにも収録されている。
現在、特設サイトにて楽曲のステムプレイヤーが公開されている。
2024年4月6日より、JR西日本273系電車で運行される特急列車「やくも」の出雲市方面行き列車の車内チャイムとして使用されている。

## 収録内容
| 全作詞・作曲: 藤原聡、全編曲: Official髭男dism。 |                               |        |            |      |
| #                                                | タイトル                      | 作詞   | 作曲・編曲 | 時間 |
| 1.                                               | 「I LOVE...」                 | 藤原聡 | 藤原聡     | 4:42 |
| 2.                                               | 「I LOVE...（Instrumental）」 | 藤原聡 | 藤原聡     | 4:39 |
| 合計時間:                                        | 合計時間:                     | 9:21   |            |      |

## 認定と売上
|                                | 認定 (RIAJ)  | 売上/再生回数          |
| ------------------------------ | ------------ | ---------------------- |
| フィジカルCD                   | ゴールド     | 78,000 枚以上          |
| ダウンロード                   | ミリオン     | 1,000,000* DL以上      |
| ストリーミング                 | ダイヤモンド | 600,000,000 回再生以上 |
| *認定のみに基づく売上/再生回数 |              |                        |

2020年5月、Billboard JAPANにおいてのストリーミング累計再生回数が1億回を突破した。同年10月に2億回を、2022年9月に5億回を突破 、2023年10月に史上8曲目の累計6億回再生を記録した。2022年12月時点で、国内で7番目に多く聴かれている楽曲となっている。

## ミュージック・ビデオ
I LOVE...
監督：新保拓人 / 製作：amidus・FIRSTORDER
縦にストーリーが展開していく斬新なギミックにより、様々な登場人物が「愛」をテーマにドラマチックに描かれている。
2020年1月15日にYouTubeで公開され、同年10月8日には1億回再生を突破した。

## タイアップ
I LOVE...
TBS系 火曜ドラマ『恋はつづくよどこまでも』主題歌
Apple Music CMソング

## 収録アルバム
『Editorial』
#3 I LOVE…

## カバー
- Crystal Kay（2021年、アルバム「I SING」収録 [17]）